# Sony Xperia L
Xperia L é um smartphone Android fabricado pela Sony com configurações intermediárias. Foi anunciado em 13 de março de 2013 e lançado em maio de 2013.